# Atanazy IV (patriarcha Konstantynopola)
Atanazy IV, gr. Αθανάσιος Δ΄ – ekumeniczny patriarcha Konstantynopola od 30 lipca do 10 sierpnia 1679 r.